# Pères et Fils (film, 1958)
Pour les articles homonymes, voir Pères et Fils.
Pères et fils (titre original : en russe : Отцы и дети) est un film soviétique sorti sur les écrans en 1958. 
Le scénario, adapté du roman éponyme d'Ivan Tourgueniev, fut écrit par Natalia Rachevskaïa et le film tourné par Adolf Bergunker et Natalia Rachevskaïa et produit par Lenfilm.
Le film traite du conflit de générations entre de jeunes nihilistes et les partisans de la société de l'ancien régime impérial russe.

## Fiche technique
- Réalisation : Adolf Bergunker, Natalia Rachevskaïa
- Scénario : Natalia Rachevskaïa (1893-1962), d'après Père et Fils d'Ivan Tourgueniev publié en 1862.
- Compositeur : Benedikt Pouchkov
- Son : Boris Antonov
- Photographie : Anatoly Nazarov
- Opérateur : Konstantin Soloviov
- Montage : Evguenia Makhankova
- Rédacteur : Isaak Glikman
- Directeur de production : Nikolaï Semionov
- Genre : Drame historique
- Durée : 100 min.
- Studio : Lenfilm

## Distribution
- Izolda Izvitskaïa : Ekaterina Sergueïevna
- Bruno Freundlich : Pavel Petrovitch Kirsanov, propriétaire terrien
- Alla Larionova : Anna Sergueïevna, jeune veuve fortunée
- Alexeï Konsovsky : Nikolaï Petrovitch Kirsanov
- Edouard Martsevitch : Arkady Kirsanov, étudiant
- Ekaterina Alexandrovskaïa
- Nikolaï Sergueïev : Vassili Ivanovitch Bazarov, chirurgien militaire à la retraite
- Viktor Avdiouchko : Evguenny Vassiliévitch Bazarov, étudiant en médecine nihiliste